# Jevgenij Belov
Jevgenij Nikolajevitj Belov (ryska: Евгений Николаевич Белов), född 7 augusti 1990, är en rysk längdåkare som har tävlat i världscupen sedan november 2010. Han har tagit två junior-VM-medaljer, silver i stafett och 10 km klassiskt 2010.
I världscupen har han två andraplatser som bästa individuella resultat. I Tour de Ski 2015 kom han på en tredjeplats.
Belov deltog i olympiska vinterspelen 2014 med en 18:e plats i skiathlonen som bästa resultat.

## Pallplatser i världscupen

### Individuellt
| Datum           | Plats/event      | Land             | Disciplin           | Placering |
| --------------- | ---------------- | ---------------- | ------------------- | --------- |
| 19 januari 2014 | Szklarska Poreba | Polen            | 15 km klassisk stil | 2:a       |
| 11 januari 2015 | Tour de Ski 2015 | Tour de Ski 2015 | Tour de Ski 2015    | 3:a       |
| 23 januari 2015 | Rybinsk          | Ryssland         | 15 km fristil       | 2:a       |